# خارج المكان (سيرة ذاتية)
خارج المكان سيرة ذاتية للكاتب الفلسطيني/الأمريكي إدوارد سعيد صدرت سنة 1999 عن مؤسسة Knobf باللغة الإنكليزية ترجم إلى العديد من اللغات ومن بينها اللغة العربية. استغرق تأليف الكتاب خمس سنوات وكتبه خلال فترة مرضه وعلاجه من مرض ابيضاض الدم الليمفاوي المزمن يتكون الكتاب من إحدى عشر فصلاً. وقد حاز هذا الكتاب على العديد من الجوائز ومنها: على جائزة نيويوركر لفئة غير الروايات سنة 1999 وحصلت في سنة 2000 على جائزة كتب أنسفيلد ولف لنفس الفئة، وجائزة مورتن داوين زابل للأدب (Morton Dauwen Zabel ).